# Gustav Gotthilf Winkel

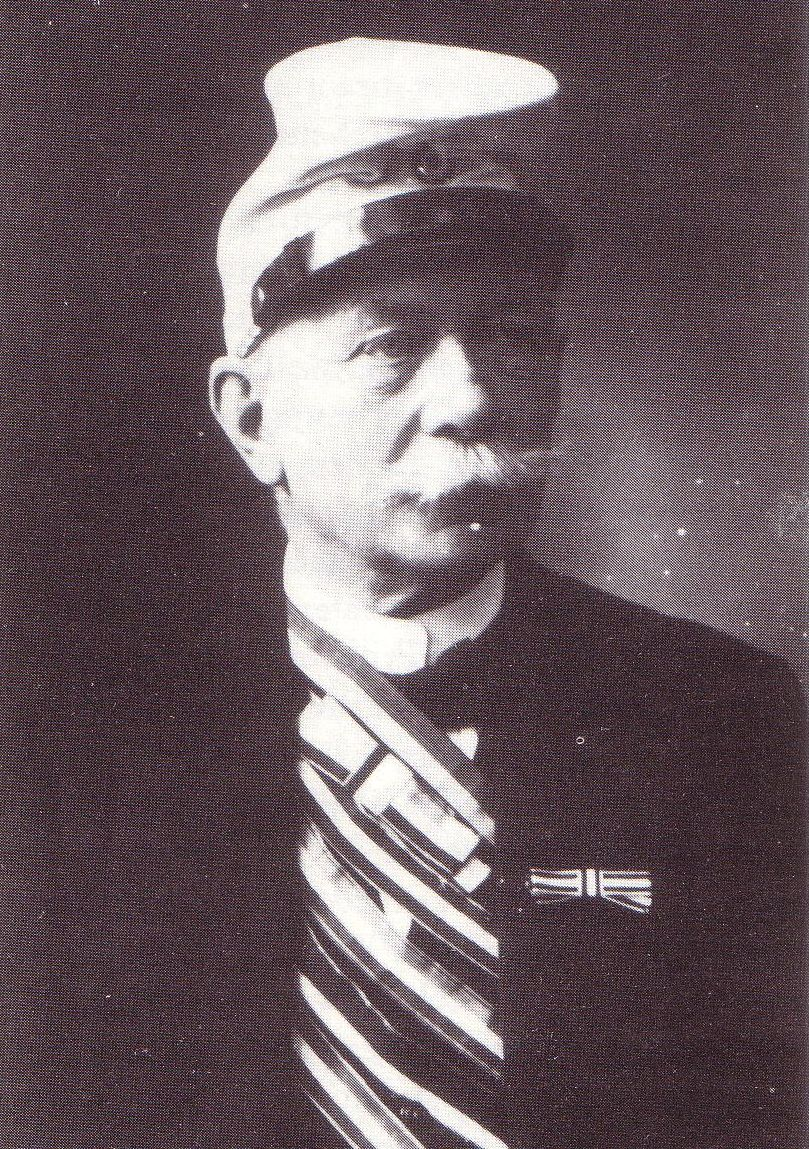
Winkel als Corpsstudent um 1928

Gustav Gotthilf Winkel (* 18. August 1857 in Pritzwalk; † 6. Februar 1937 in Marburg) war ein deutscher Verwaltungsjurist und Heraldiker. Berühmt wurde er als Corpsstudent.

## Herkunft, Ausbildung und Beamtenlaufbahn
Georg Winkel wurde am 18. August 1857 in Pritzwalk als einziges Kind eines Rendanten und späteren Kanzleirats aus Kyritz geboren. Seine Mutter, eine geborene Gumtau, stammte aus einer altmärkischen Familie in der Prignitz und engagierte sich stark im sozialen Bereich – unter anderem gründete sie ein Kinderheim. Winkel besuchte Schulen in Pritzwalk und Wittstock, bevor er nach einem Konflikt mit dem dortigen Schuldirektor 1878 an das Gymnasium im pommerschen Greiffenberg wechselte und dort das Abitur ablegte. 1879 begann er ein Jurastudium an der Universität Würzburg und trat im selben Jahr dem dortigen Corps Frankonia bei, in dem er 1880 recipiert wurde und vier Semester lang aktiv war. In dieser Zeit erhielt er wegen eines studentischen Duells eine dreimonatige Haftstrafe, die jedoch auf 14 Tage reduziert wurde. Sein Studium setzte er in Leipzig, Halle und Berlin fort. In Halle bereitete er sich auf das Referendarexamen vor, das er am 3. November 1884 beim Oberlandesgericht Naumburg bestand. Anschließend war Winkel ab dem 22. November 1884 Kammergerichtsreferendar in Pritzwalk, wechselte 1885 an das Kreisgericht Berlin und arbeitete anschließend einige Zeit bei einem Anwalt in Pritzwalk. Anfang 1887 wurde er Regierungsreferendar bei der Regierung in Posen. Weitere Stationen seiner Referendarzeit waren Obornik an der Warthe und Wreschen. Nach dem Assessorexamen im Juli 1890 wurde er als Regierungsassessor zunächst beim Landratsamt des Kreises Mettmann Amtsverwalter in Vohwinkel und anschließend Bezirksverwalter beim Landratsamt des Kreises Hadersleben. 1891 kam er zur Regierung in Magdeburg, wo er 1900 zum Regierungsrat ernannt wurde. Dort war er zunächst in der Steuerabteilung tätig und übernahm später das Baupolizei-, Eisenbahn- und Deichdezernat. 1893 ehelichte er Agnes von Erckert aus Freienwalde. Von 1904 bis 1908 war er als Dezernent in der Domänendeputation der Regierung in Kassel tätig, anschließend in gleicher Funktion bei der Regierung in Köslin. 1911 wurde er zur Regierung in Königsberg versetzt, wo er 1914 zum Geheimen Regierungsrat ernannt wurde und am 31. Dezember 1918 in den Ruhestand trat. Danach übersiedelte er nach Marburg, wo er 1937 im Alter von 79 Jahren starb. Seine letzte Ruhestätte fand er in Freienwalde.

## Publizistik, Sammlertätigkeit und Vereine
In Magdeburg begann Winkel neben seinem Verwaltungsdienst auch publizistisch tätig zu werden. Er war im Kunstgewerbeverein aktiv, dessen Sekretär Ludwig Clericus ihn zu heraldischen Forschungen anregte. Im Jahresbericht des Vereins für 1894 erschien sein heraldisches Hauptwerk Wappen und Siegel der Städte, Flecken und Dörfer der Altmark und Prignitz. Nach Clericus’ Tod 1892 übernahm Winkel kurzzeitig die Schriftleitung der Vereinszeitschrift Pallas. 1896 publizierte er auf der Grundlage umfangreichen Materials aus Clericus’ Nachlass den Band „Gewerbe und Kunstgewerbe in der Heraldik“. Er hielt Vorträge im Altmärkischen Geschichtsverein und anderen Vereinigungen. 1903 veröffentlichte er die Broschüre Fürst Bismarck als Deichhauptmann.
Schon in seiner Studienzeit war Winkel ein leidenschaftlicher Sammler verschiedenster Objekte; zu seinen schließlich mehr als dreißig, zum Teil sehr umfangreichen Sammlungen gehörten Zündholzschachtel-Etiketten, Speisekarten, Schlüssel, Geldbeutel, Helme, Pulverhörner, Corpsbändern und -mützen und andere historische Corpsdevotionalien. Bedeutend war er als Wiederentdecker und wichtigster Sammler sogenannter „Vivatbänder“, seidener Widmungs- und Gedenkbänder, die Ereignisse der vaterländischen Geschichte in kurzen gereimten Versen und allegorischen Darstellungen feierten und seit dem Siebenjährigen Krieg zu besonderen Anlässen hergestellt wurden. Er betrachtete diese 1888 begonnene und am Ende auf etwa 450 Bänder geschätzte Sammlung als sein Lebenswerk; sie trug ihm den Spitznamen „Vivatwinkel“ ein. Anlässlich der „Jahrhundertfeier der Erhebung Ostpreußens im Jahre 1813“ brachte er 1913 in Zusammenarbeit mit dem Königsberger Verlag Gräfe und Unzer acht dieser Bänder nach historischen Mustern neu heraus. Der Verkaufserlös sollte vaterländischen Zwecken zugutekommen. Es wurden 200.000 Stück verkauft; Winkel erhielt für diese Initiative den Roten Adlerorden IV. Klasse und löste eine kurzzeitige Renaissance der Vivatbänder während des Ersten Weltkriegs aus. 1919 kamen 194 Vivatbänder aus Winkels Besitz in das Museum Weißenfels, wo die Sammlung seitdem aufbewahrt und fortgeführt wird. Eine in der Zeit des Ersten Weltkriegs angelegte „Kriegssammlung“ (Winkel war Vorstandsmitglied der „Vereinigung deutscher Weltkriegssammler“) mit Notgeld, Feldzeitungen und anderen Kriegsdrucksachen hat sich nicht erhalten.
Seit einer Reise ins Berner Oberland 1898 war Winkel ein passionierter Bergsteiger. Er gründete in Kassel einen Wanderbund sowie in Köslin und Königsberg jeweils eine Sektion des Deutschen Alpenvereins und übernahm deren Vorsitz. Touren in den Berchtesgadener Alpen, den Dolomiten und dem Salzkammergut prägten seine Sommermonate. In der Rieserfernergruppe fungierte er als Hüttenwart der Kasseler Hütte. Sogar ein Gipfel wurde nach ihm benannt: die „Ge. Ge. Winkel-Spitze“ (3155 m). Ein Bedürfnis nach symbolischer Selbstverewigung begleitete sein gesamtes Leben.

## Corpsstudententum

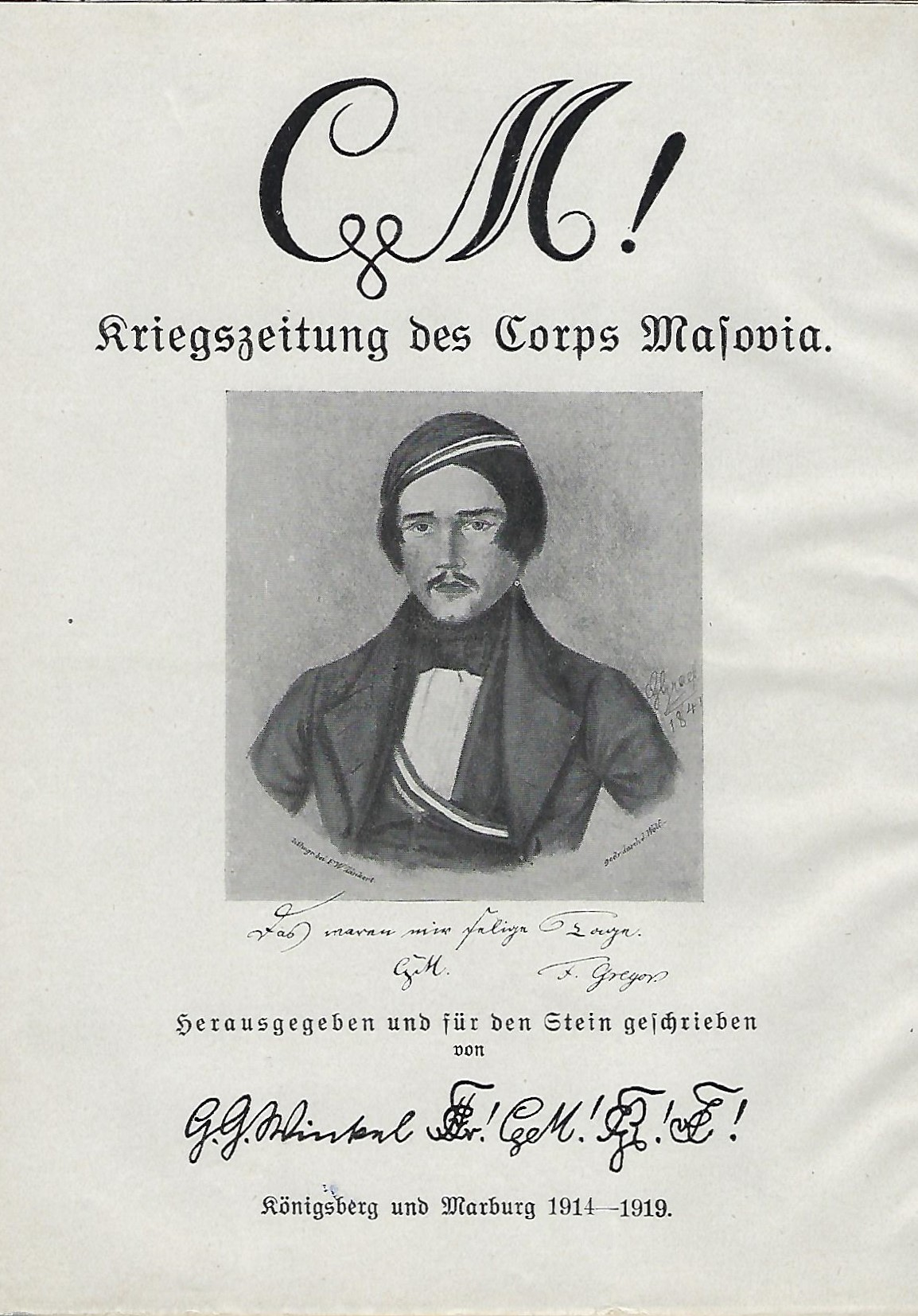
Die von Winkel herausgegebene Kriegszeitung

Am nachhaltigsten wirkte Winkler im Bereich des Corpsstudententums, dem er sein Leben lang begeistert anhing. Als Inaktiver war er Verkehrsgast bei Borussia Halle und später bei Borussia Breslau, wo er bald wie ein Corpsbursche verkehrte. Ab 1897 war er Mitarbeiter der Academischen Monatshefte, der Verbandszeitschrift des Kösener Senioren-Convents-Verbands (KSCV). In Königsberg schloss er sich dem Corps Masovia an. Während des Ersten Weltkriegs stellte er die beim Corps eingehenden Feldpostbriefe von Kriegsteilnehmern zu einer alle zwei bis vier Wochen erscheinenden, handschriftlich in einer Auflage von 400 Exemplaren lithographierten „Feldkriegszeitung“ zusammen. Vom 1. Oktober 1914 bis 1919 erschienen insgesamt 100 Ausgaben mit zusammen 1239 Seiten. Dafür erhielt er 1915 die Corpsschleife – eine Ehrung, die er zeit seines Lebens als unzureichend empfand. Er trug die Schleife demonstrativ in großer Ausfertigung unter dem Band seines Muttercorps. In Marburg war er Mitglied mehrerer Corps, darunter Rhaetia Innsbruck (Ehrenband), Borussia Bonn (Corpsband, 1928), sowie Ehrenmitglied der Corps Suevia Prag und Frankonia Brünn. Die Zahl seiner Corpszugehörigkeiten im Kösener Verband war beispiellos.
Nach seiner Pensionierung wurde Winkel 1919 Schriftleiter der Deutschen Corps-Zeitung (DCZ) und setzte sich für die Aufnahme der Rhaetia Innsbruck und anderer österreichischer und böhmischer Corps in den KSCV ein. Dafür erhielt er die Bänder von Rhaetia Innsbruck, Suevia Prag, Frankonia Brünn und Marchia Brünn. Er stiftete auch Verbindungen zwischen Masovia, Suevia Prag und Rhaetia. 1920 legte er die Redaktion der DCZ nieder, vermutlich wegen corpsinterner Auseinandersetzungen. In den folgenden Jahren forschte er zur Geschichte und den Mitgliedern deutscher Studentencorps.
1928 veröffentlichte er das Biographische Corpsalbum der Borussia Bonn, das Kurzbiografien und Bilder von fast allen 1.037 Mitgliedern enthielt – hierfür wurde ihm Borussias Corpsschleife verliehen. Seine umfangreiche Corpsgeschichte der Bonner Borussia (1821–1935) erschien postum 1938 und galt als „einzigartig in der Corpsliteratur“. Durch die Erforschung früher Mitglieder konnte er das Gründungsjahr dieses „Kaisercorps“ um sieben Jahre zurückdatieren.
Zu seiner Enttäuschung wurde er von der Geschichtsschreibung des Corps Franconia Würzburg ausgeschlossen, was zu seiner inneren Abwendung von der Franconia führte. Eine unrühmliche Rolle spielte Winkel bei der umstrittenen Rückdatierung der Guestphalia Halle, welche dem KSVC im öffentlichen Ansehen großen Schaden zufügte.
Von 1898 bis 1931 nahm Winkel an allen 31 Abgeordnetentagen des Verbandes Alter Corpsstudenten teil. Er vertrat Alte-Herren-Senioren-Convente aus zahlreichen Städten und besorgte 1930 die Neuausgabe der Kösener Corpslisten. Seine Briefe unterschrieb er stets mit „G.G.“, weshalb er allgemein als „GeGe Winkel“ bekannt war.
Winkel war konservativ-monarchistisch orientiert und konnte sich mit der Weimarer Republik nie anfreunden. In seinen letzten Lebensjahren führte die Distanz zum Nationalsozialismus zur wachsenden Entfremdung von jüngeren Corpsstudenten. In seinem Todesjahr wurde sein Muttercorps suspendiert, daher gab es keinen Nachruf mehr in der Corpszeitung.
Zeitgenossen und Nachwelt beurteilten Winkel ambivalent. Dr. Bauer urteilte, er sei „keine große Persönlichkeit“, erkannte aber seine Verdienste um das Corpswesen an. Peter Engel zeichnete ihn nicht negativ, nannte ihn aber „eitel“, „humorlos“ und „schwatzhaft“. Als Verwaltungsbeamter blieb er mittelmäßig; als Corpshistoriker, Sammler und Symbolfigur des konservativen akademischen Milieus jedoch wurde er prägend. Seine Biographie steht exemplarisch für den Typus des preußisch-monarchistisch gesinnten Akademikers, dessen Lebensentwurf von Kontinuität, Ordnung und Selbstvergewisserung durch Mitgliedschaft, Sammlung und Schrift geprägt war. Winkel bleibt – jenseits aller Eigenheiten – eine zentrale Gestalt der deutschen Corpsgeschichte im Übergang vom 19. ins 20. Jahrhundert.

## Auszeichnungen
- Roter Adlerorden IV. Klasse
- Verdienstkreuz für Kriegshilfe

## Schriften (Auswahl)
- Zur Vorgeschichte der Corps der Albertina. Deutsche Corps-Zeitung 33/9, S. 258 ff. und 34/6, S. 157 ff.
- Die Wappen und Siegel der Städte, Flecken und Dörfer der Altmark und Prignitz. Jahresbericht des Altmärkischen Vereins, Bd. 24, 1 (1894) S. 1–80. Magdeburg 1894 (Nachdruck: Naumburger Verlagsanstalt, Aschersleben 2004, ISBN 978-3-86156-089-0).
- Vivatbänder. Ein Festschmuck aus fridericianischer Zeit. In: Velhagen und Klasings Monatshefte. Jg. 12, 1897/98, Bd. 2, Heft 8, April 1898, S. 184–193.
- Geschichte der Franconia Erlangen 1810–1826, mit Mitgliederliste von 108 Namen. 1902.
- Fürst Bismarck als Deichhauptmann. Jahresbericht des Altmärkischen Vereins, Bd. 30 (1903) S. 189–205.
- Lees Knowles: Ein Tag mit Korpsstudenten in Deutschland, auf Wunsch des Verfassers aus dem Englischen übersetzt von Gustav Gotthilf Winkel. Gräfe und Unzer, Königsberg 1914, DNB 361075634
- Die Corps und Burschenschaften an der Albertina. Hartung, Königsberg 1914, DNB 57837790X
- Deutsche oder lateinische Schrift für Schreibmaschinen? Königsberg, um 1916, DNB 578377918
- Das ostpreußische Notgeld. In: Ostpreußische Kriegshefte, H. 3 (1916), S. 94–112.
- Vivatbänder. In: Mitteilungen. Verband deutscher Kriegssammlungen (1920), Heft 4, S. 101–118 (Digitalisat).
- Kösener SC-Kalender – Taschenbuch für den Kösener Corpsstudenten. Leipzig 1920.
- Weinheimer SC-Kalender. Taschenbuch für den Weinheimer Corpsstudenten. Nach offiziellen Angaben des Corps bearbeitet von G. G. Winkel. Roßberg, Leipzig 1926, DNB 577430858
- Biographisches Corpsalbum der Borussia zu Bonn 1821–1928. Selbstverlag der Borussia, Bonn, Druck Wailandt AG, Aschaffenburg 1928. (urn:nbn:de:hbz:5:1-14326) Digitalisat
- Corpsgeschichte der Bonner Borussia. Bonn 1938.
- Lebensbild eines preußischen Verwaltungsbeamten (Selbstbiographie), in: Max F. Erckert: Chronik des fränkischen Geschlechts Erckert. 1971, S. 314–318.